# Гірські дощові ліси Мінданао

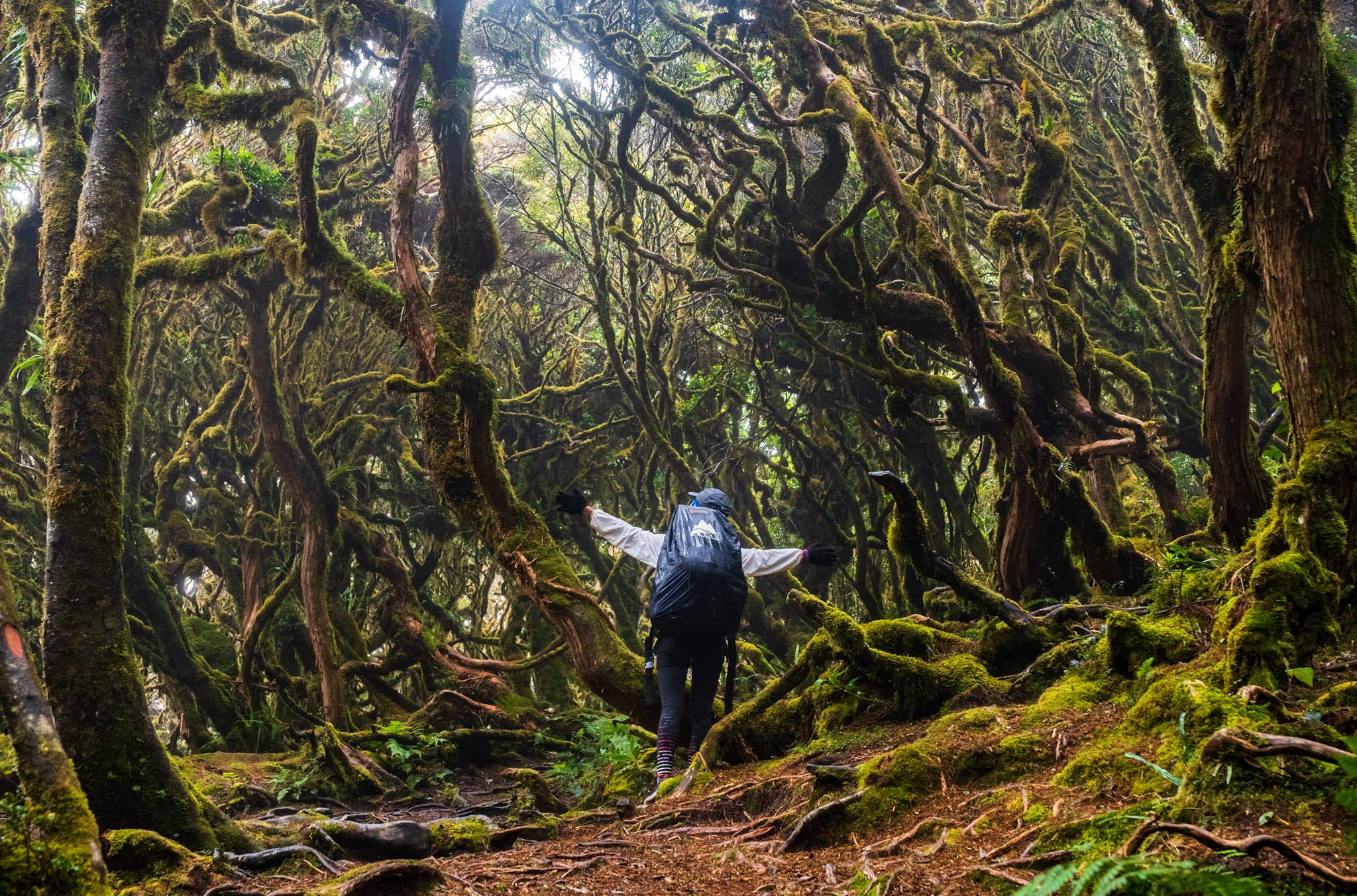
Хмарні ліси на горі Кітанглад

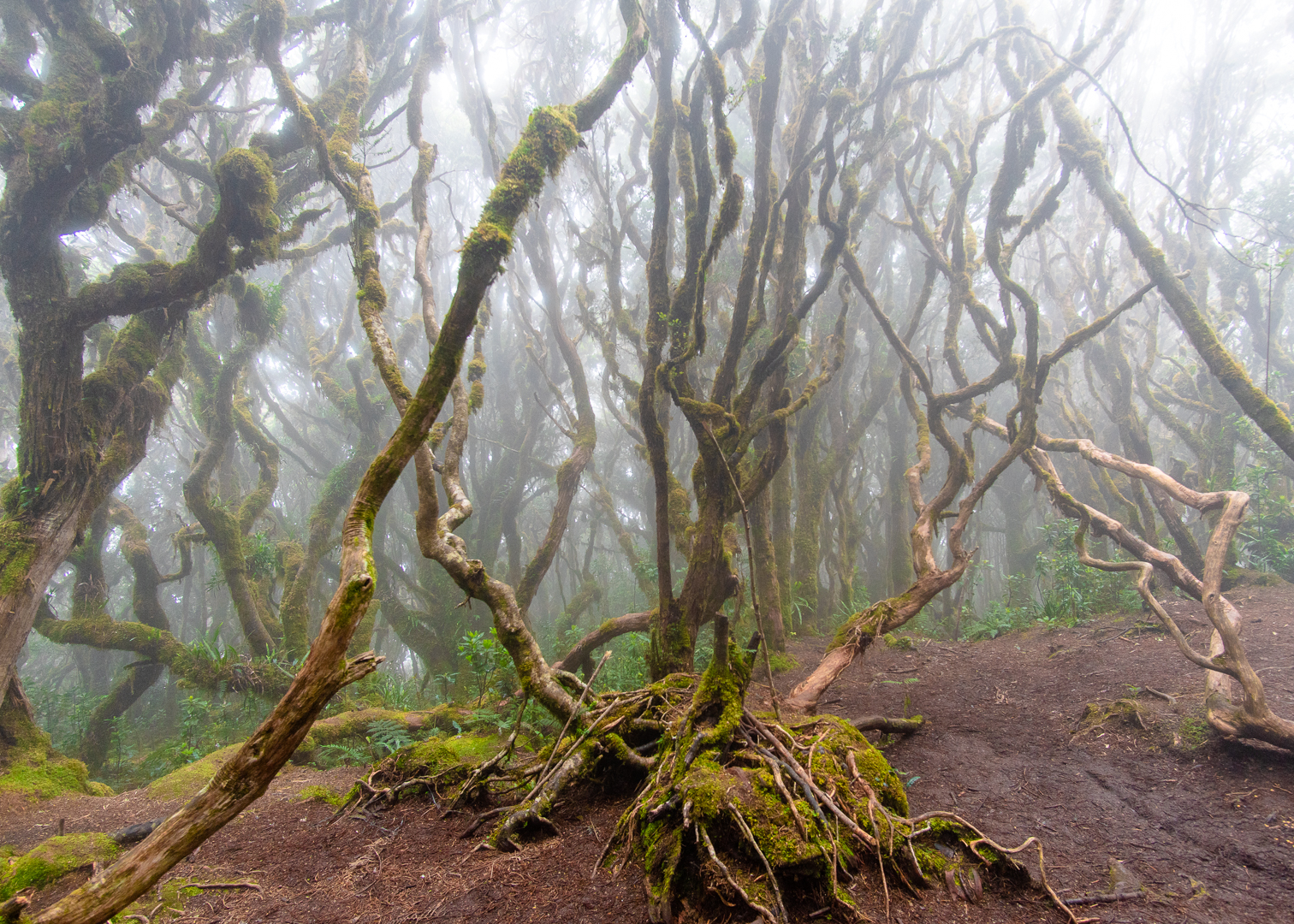
хмарний ліс на горі Дуланг-Дуланг

Гірські дощові ліси Мінданао (ідентифікатор WWF: IM0128) — індомалайський екорегіон тропічних та субтропічних вологих широколистяних лісів, розташований на півдні Філіппін. Він вирізняється високим біорізноманіттям та рівнем ендемізму.

## Географія
Екорегіон гірських дощових лісів Мінданао охоплює сім високогірних ділянок на острові Мінданао, що лежить на півночі Філіппінського архіпелагу, у західній частині Тихого океану. На висоті нижче 1000 м над рівнем моря він переходить у екорегіон дощових лісів Мінданао та Східних Вісаїв, який охоплює більшу частину Мінданао, а також інші острови на півдні та сході Філіппін.
Гори Мінданао формують десять складчастих гірських хребтів та вулканічних масивів. Складчасті гори, що простягаються на крайньому сході й заході острова, переважно складаються з мезозойських та ультраосновних порід, а гори в інших районах острова — з кайнозойських та четвертинних вулканічних та осадових порід. Найвищою вершиною острова та всіх Філіппін є вулкан Апо заввишки 2954 м. Іншими вершинами регіону є гора Дуланг-Дуланг заввишки 2941 м, гора Кітанглад заввишки 2899 м, гора Тагубуд заввишки 2650 м та гора Малінданг заввишки 2404 м.
Мінданао та Вісайські острови піднімалися над водами Тихого океану протягом останніх 15 мільйонів років внаслідок вулканічної діяльності та тектонічних процесів, спричинених зіткненням кількох літосферних плит. У плейстоцені, коли рівень Світового океану був на 120 м нижчим, ніж зараз, острови Мінданао, острови Самар, Лейте і Бохоль об'єдналися у один острів — Велике Мінданао. Водночас внаслідок того, що між ними, Західними і Центральними Вісаями та Лусоном розташовані глибокі протоки, вони й далі залишалися відносно ізольованими. Ізоляція регіону призвела до формування його унікальної флори і фауни, що включає багато ендемічних видів.

## Клімат
На більшій частині екорегіону домінує теплий та вологий екваторіальний клімат (Af за класифікацією кліматів Кеппена), а на найвищих гірських вершинах — високогірний субтропічний клімат (Cfb за класифікацією Кеппена). Середня температура в регіоні становить 29 °C, однак зі збільшенням висоти вона падає. Середньорічна кількість опадів тут становить близько 1200 мм, більшість з яких випадає під час сезону дощів з липня по листопад.

## Флора
Основними рослинними угрупованнями екорегіону є гірські діптерокарпові ліси, гірські дощові ліси, хмарні ліси, карликові ліси та високогірні пустища, розподіл яких залежить від висоти над рівнем моря.
Діптерокарпові ліси, у яких домінують представники родини діптерокарпових (Dipterocarpaceae), є основними рослинними угрупованнями Мінданао. Вони переважно поширені на висоті від 650 до 1000 м над рівнем моря, однак у деяких гірських районах вони зустрічаються на висоті до 1500 м над рівнем моря, а на горі Апо — на висоті від 1000 до 1600 м над рівнем моря. Основу діптерокарпових лісів, поширених на горі Апо, становлять хопеї Hopea plagata, дерева гуйхо (Shorea guiso), великоквіткові діптерокарпуси (Dipterocarpus grandiflorus), а також різні види коричників (Cinnamomum spp.), літокарпусів (Lithocarpus spp.), омалантусів (Homalanthus spp.) та бананів (Musa spp.). Дерева в цих лісах вкривають епіфітні папороті та орхідеї, а в підліску поширені деревоподібні папороті ціатеї (Cyathea spp.) та пальми.
У багатоярусних гірських дощових лісах лісовий намет розташований нижче, ниж у діптерокарпових лісах. Основу цих лісів становлять мигдалеві шореї (Shorea almon), ряснонасінні шореї (Shorea polysperma), мінданайські шореї (Shorea mindanensis), різні види літокарпусів (Lithocarpus spp.) та фікусів (Ficus spp.). У підліску поширені деревопоподібні папороті з роду Angiopteris, пандани (Pandanus spp.), ротангові пальми (Calamus spp.).
На більшій висоті в лісах переважають амбонські сосни (Agathis dammara), калінангові коричники (Cinnamomum mercadoi), астронії Камінга (Astronia cumingiana), вузьколисті зизифуси (Ziziphus angustifolius), філіппінські літокарпуси (Lithocarpus philippinensis), мінданайські літокарпуси (Lithocarpus mindanaensis), тригілчасті мастиксії (Mastixia trichotoma), а також різні види літокарпусів (Lithocarpus spp.), коричників (Cinnamomum spp.), меластом (Melastoma spp.), каріот (Caryota spp.), ротангових пальм (Calamus spp.), фікусів (Ficus spp.), каурі (Agathis spp.) та різноманітні представники родини лаврових (Lauraceae).
Хмарні ліси поширені на висоті понад 1700—2000 м над рівнем моря, де вологість постійно висока. У цих лісах ростуть низькорослі та вузлуваті дерева, зокрема філіппінські аскаріни (Ascarina philippinensis), низьколисті філлокладуси (Phyllocladus hypophyllus), каломалові елеокарпуси (Elaeocarpus calomala) та дакрикарпуси Камінга (Dacrycarpus cumingii). Гілки та стовбури цих дерев вкриті товстим шаром мохів, лишайників, епіфітних орхідей, бегоній (Begonia spp.), пальм, нитинок (Selaginella spp.) та бруньколусочниць (Nephrolepis spp.). У чагарниковому підліску хмарних лісів поширені рододендрони (Rhododendron spp.), чорниця (Vaccinium spp.) та ожина (Rubus spp.). З 21 видів непентесів (Nepenthes spp.), поширених на Філіппінах, 13 видів є ендеміками високогір'їв Мінданао.
На більших висотах хмарні ліси переходять у карликові ліси, дерева в яких є дуже низькими і досягають лише кілька метрів заввишки. На найвищих вершинах екорегіону зустрічаються високогірні пустища.
Гірські ліси Мінданао, багаті на ендемічні рослини та тварини, перебувають під загрозою зникнення внаслідок вирубки та перетворення на сільськогосподарські угіддя. Тим не менш, вони краще збереглися, ніж навколишні низинні ліси.

## Фауна
Серед поширених в екорегіоні ссавців слід відзначити філіппінського замбара (Rusa marianna nigella), філіппінську свиню (Sus philippensis mindanensis), азійського мусанга (Paradoxurus hermaphroditus), малайську віверу (Viverra tangalunga), філіппінського макаку-крабоїда (Macaca fascicularis philippensis), філіппінського лісового пацюка (Rattus everetti), майже ендемічного малого мускусного крилана (Ptenochirus minor), а також багатьох інших кажанів та криланів.
Фауна екорегіону включає багато ендемічних дрібних ссавців, зокрема характерних хмарних щурів. За мільйони років ізоляції ці тварини еволюціонували та спеціалізувалися, адаптувавшись до гірських екосистем «небесних островів» та зайнявши вузькі екологічні ніші. Ендеміками високогір'їв Мінданао є мінданайські карликові крилани (Alionycteris paucidentata), мінданайські гімнури (Podogymnura truei), великі мінданайські білозубки (Crocidura grandis), кітангладські риючі пацюки (Crunomys suncoides), апойські довголапі щури (Tarsomys apoensis), апойські філіппомиші (Apomys hylocetes), білочереві моховики (Limnomys sibuanus), сірочереві моховики (Limnomys bryophilus) та мінданайські хутрохвости (Batomys salomonseni).
Майже ендемічними представниками екорегіону, які окрім високогір'їв, зустрічаються також в долинах Мінданао, є мінданайські тупаї (Tupaia everetti), мінданайські білки (Sundasciurus mindanensis), філіппінські деревні білки (Sundasciurus philippinensis), філіппінські карликові білки (Exilisciurus concinnus), мінданайські білки-летяги (Petinomys mindanensis), басіланські білки-летяги (Petinomys crinitus), мінданайські гірські філіппомиші (Apomys insignis), мінданайські філіппощури (Batomys salomonseni), багобські філіппощури (Bullimus bagobus), колючі довголапі щури (Tarsomys echinatus) та мінданайські риючі пацюки (Crunomys melanius).
Орнітофауна екорегіону вирізняється високим різноманіттям та рівнем ендемізму. Серед ендемічних птахів, поширених у високогір'ях Мінданао, слід відзначити мінданайську сплюшку (Otus mirus), мінданайського лорікета (Saudareos johnstoniae), філіппінську слукву (Scolopax bukidnonensis), сіроголову сіпараю (Aethopyga primigenia), оливкову сіпараю (Aethopyga boltoni), синьощоку сіпараю (Aethopyga linaraborae), чорноголову віялохвістку (Rhipidura nigrocinnamomea), мінданайського шпака-білощока (Goodfellowia miranda), маскового окулярця (Heleia goodfellowi), мінданайського шикачика (Malindangia mcgregori), білолобу джунглівницю (Vauriella goodfellowi), мінданайського щедрика (Chrysocorythus mindanensis), мінданайського папужника (Erythrura coloria) та канело (Hypocryptadius cinnamomeus).
Майже ендемічними представниками регіону, які також зустрічаються у низинах Мінданао або у високогір'ях на інших островах Філіппін, є мінданайські пінони (Phapitreron brunneiceps), великі сплюшки (Otus gurneyi), самарські сплюшки (Otus everetti), мінданайські папуги-віхтьохвости (Prioniturus waterstradti), мінданайські коукали (Centropus melanops), синьоголові альціони (Actenoides hombroni), датайські салангани (Aerodramus whiteheadi), гірські сіпараї (Aethopyga pulcherrima), кобальтові ірени (Irena cyanogastra), мінданайські квіткоїди (Dicaeum nigrilore), пломенисті квіткоїди (Dicaeum kampalili), мінданайські мухоловки (Ficedula crypta), мінданайські джунгляки (Leonardina woodi), довгохвості куцокрили (Locustella caudata), рудогорлі баблери (Sterrhoptilus capitalis), малі баблери (Dasycrotapha plateni), бурі синчівки (Macronus striaticeps), смугасті тимелійки (Ptilocichla mindanensis), мінданайські тимелії-крихітки (Micromacronus sordidus), мінданайські оливники (Hypsipetes rufigularis), рудоголові кравчики (Phyllergates heterolaemus) та філіппінські вівчарики (Phylloscopus olivaceus). Серед інших птахів, поширених в екорегіоні, слід відзначити рідкісних сірошиїх пінонів (Ducula carola) та дуже рідкісних філіппінських гарпій (Pithecophaga jefferyi), відомих як орли-мавпоїди.

## Збереження
Оцінка 2017 року показала, що 4288 км², або 24 % екорегіону, є заповідними територіями. Природоохоронні території включають: Природний парк гори Апо, Природний парк гори Малінданг, Природний парк гір Кітанглад та Національний парк озера Дапао.